# Společnost Vril
Společnost Vril (německy Vril-Gesellschaft) je jméno fiktivní tajné společnosti, která údajně působila v první polovině 20. století v Německu. Podle mnoha konspiračně-teoretických a pseudohistorických textů hrála zásadní roli ve vzestupu nacismu a nadpřirozenými prostředky se v nacistické éře podílela na vývoji inovativních leteckých technologií (viz Haunebu). Pro existenci tajné společnosti tohoto jména ani pro aktivity, které jsou jí připisovány, nejsou žádné historické důkazy.

## Pozadí

### RománBudoucí lidstvoa pojem vril

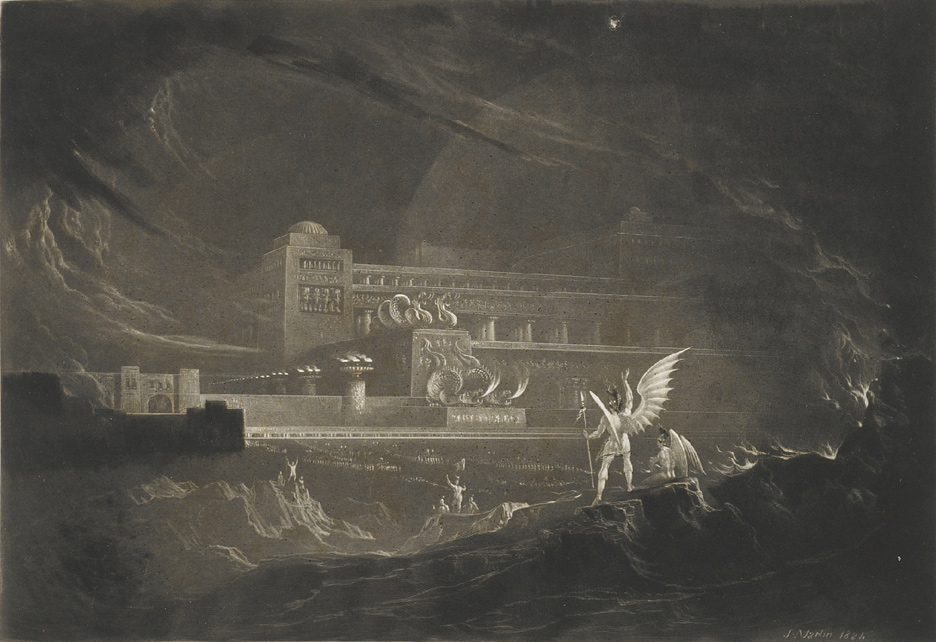
Obraz Pandemonium (asi 1825) od Johna Martina; architektura Vril-ya je v románu Budoucí lidstvo přirovnávána k obrazům Johna Martina

Výraz vril pochází z románu Budoucí lidstvo (The Coming Race, 1871) anglického spisovatele Edwarda Bulwera-Lyttona a je pravděpodobně odvozen z latinského virilis („mužný“ nebo „silný“). Vypravěč tohoto románu se setkává s Vril-ya, lidmi žijícími v podzemí, kteří disponují psychickou energií jménem vril a jejichž schopnosti vysoce předčí schopnosti lidstva. Vril jim umožňuje telepatii a telekinezi, ovlivňují pomocí něj všechny živé nebo neživé objekty, mohou léčit, křísit mrtvé nebo ničit. Vril-ya byli původně lidé, kteří žili na zemském povrchu, ale byli od zbytku lidstva odděleni přírodní katastrofou a byli nuceni se uchýlit do podzemního jeskynního systému, který se jim stal novým domovem. Během historie poznamenané mnoha válkami a společenskými nepokoji se díky objevu síly vril přetvořili v egalitářskou, eugeniku praktikující společnost nadřazenou všem rasám. Díky vypravěči románu se Vril-ya dozvědí o lidstvu žijícím na zemském povrchu a podrobně se ho ptají na lidskou společnost. Vypravěči se podaří z říše Vril-ya uprchnout a v závěru románu varuje čtenáře před nebezpečím, které by Vril-ya představovali pro lidstvo, pokud by se znovu vrátili na povrch.

### Vril v teosofii

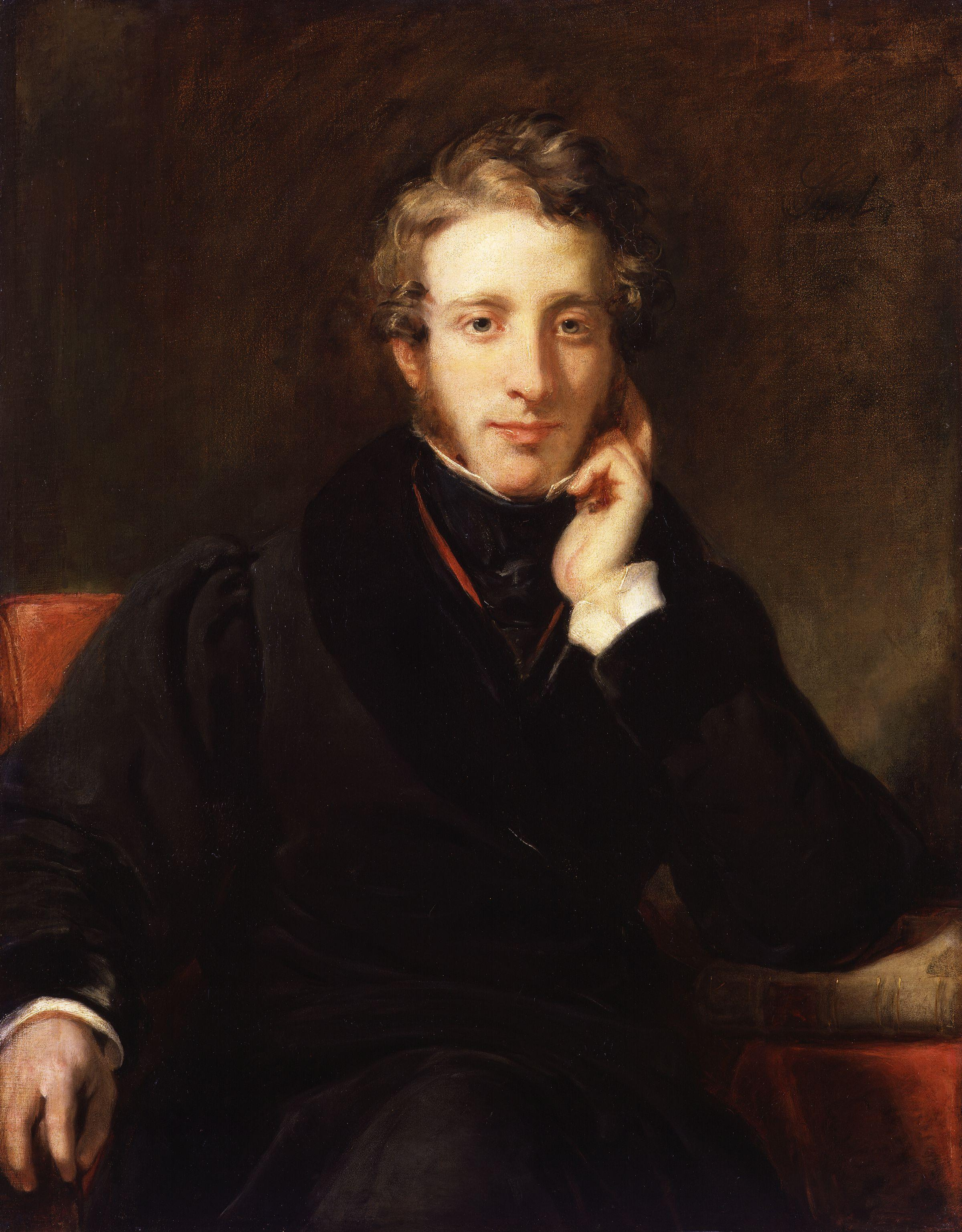
Anglický spisovatel Edward Bulwer-Lytton

Ačkoli soudobá kritika považovala román Budoucí lidstvo za pouhou satiru, někteří čtenáři jej považovali za okultní roman à clef. Tito čtenáři zastávali názor, že Bulwer-Lytton je rosenkrucián a vril je skutečně existující univerzální životní síla. Podle tohoto postoje byl román nástroj, kterým chtěl Bulwer-Lytton sdělit skutečné okultní poznání pod rouškou anonymity.
Helena Petrovna Blavatská a jiní okultní autoři užívali pojem vril jako synonymum pro tajemnou přírodní sílu, s níž lze pracovat pouze magií. V prvním díle Blavatské Odhalená Isis (1877) se o vrilu hovoří jako o reálné, nezávisle působící síle. Ve své další knize, Tajné nauce (1888), popisuje, jak obyvatelé Atlantidy užívali vril k budování kolosálních staveb. Po pádu Atlantidy malá skupinka přeživších kněží zachovala tuto znalost a předávala ji vyvoleným. Tato údajná psychická energie umožňuje ovládnutí celé přírody. Podle několika publikací byl v Londýně v roce 1904 založen Vril-ya Club, který se touto tematikou zabýval. Dílo Bulwera-Lyttona ovlivnilo také Nové myšlení.
Obzvláštní význam pro rozšíření pojmu vril mimo fikci měla kniha Williama Scotta-Elliota Příběh Atlantidy (The Story of Atlantis, 1896; česky vydáno spolu s jinou autorovou publikací jako Atlantida a Ztracená Lemurie, Praha: Aurora, 1997), v níž hovoří o tom, že vril je síla, která poháněla létající stroje. Tato vlastnost vrilu, která je zmíněna už v Budoucím lidstvu, ovlivnila spolu s explicitním odkazem na Atlantidu vývoj představ o vrilu po druhé světové válce.

### Další recepce
Již v polovině 90. let 19. století se pod vlivem nových vědeckých objevů (například rentgenového záření) rozšířil názor, a to i mezi intelektuály, že přírodní vědy nemohou poskytnout definitivní odpovědi na záhady světa a že mimo vědecky poznatelných sil existují i další, skryté síly. Okultismus nebyl pouze protiváhou přírodní vědy, existovaly i tematické styčné body. Mnohé okultní kruhy čelily nechuti vyvolané moderním materialismem tím, že se snažily formulovat nauku o ovládání pozemských i kosmických sil, která by se vyrovnala přírodním vědám.
Kolem roku 1900 prožil okultismus a mysticismus obrovský rozmach, který trval až do 30. let. V důsledku rozšíření teosofie v tomto období se pojem vril rozšířil i mezi širší okultní kruhy. Prasíla, o níž Bulwer-Lytton hovořil, se vyskytovala zejména v kontextu hledání magické techniky, které bylo výslovně motivováno touhou sjednotit vědu a náboženstvím. V Německu byly mezi lety 1874 a 1924 publikovány čtyři překlady Budoucího lidstva, z nichž jeden pořídil antroposof Guenther Wachsmuth na přání Rudolfa Steinera. Pojem vril byl tedy již ve 20. letech v Německu znám širšímu publiku.

## Rozvoj a obsah legend o Společnosti Vril

### Historické předobrazy
Před druhou světovou válkou byl v Berlíně aspoň jeden soukromý kroužek, jehož členové se výslovně zabývali sílou vril. Několik pramenů, které prokazují existenci této skupinky, se později stalo východiskem pro vývoj legendy o Společnosti Vril.

#### Tzv. Společnost pravdy (Wahrheitsgesellschaft)

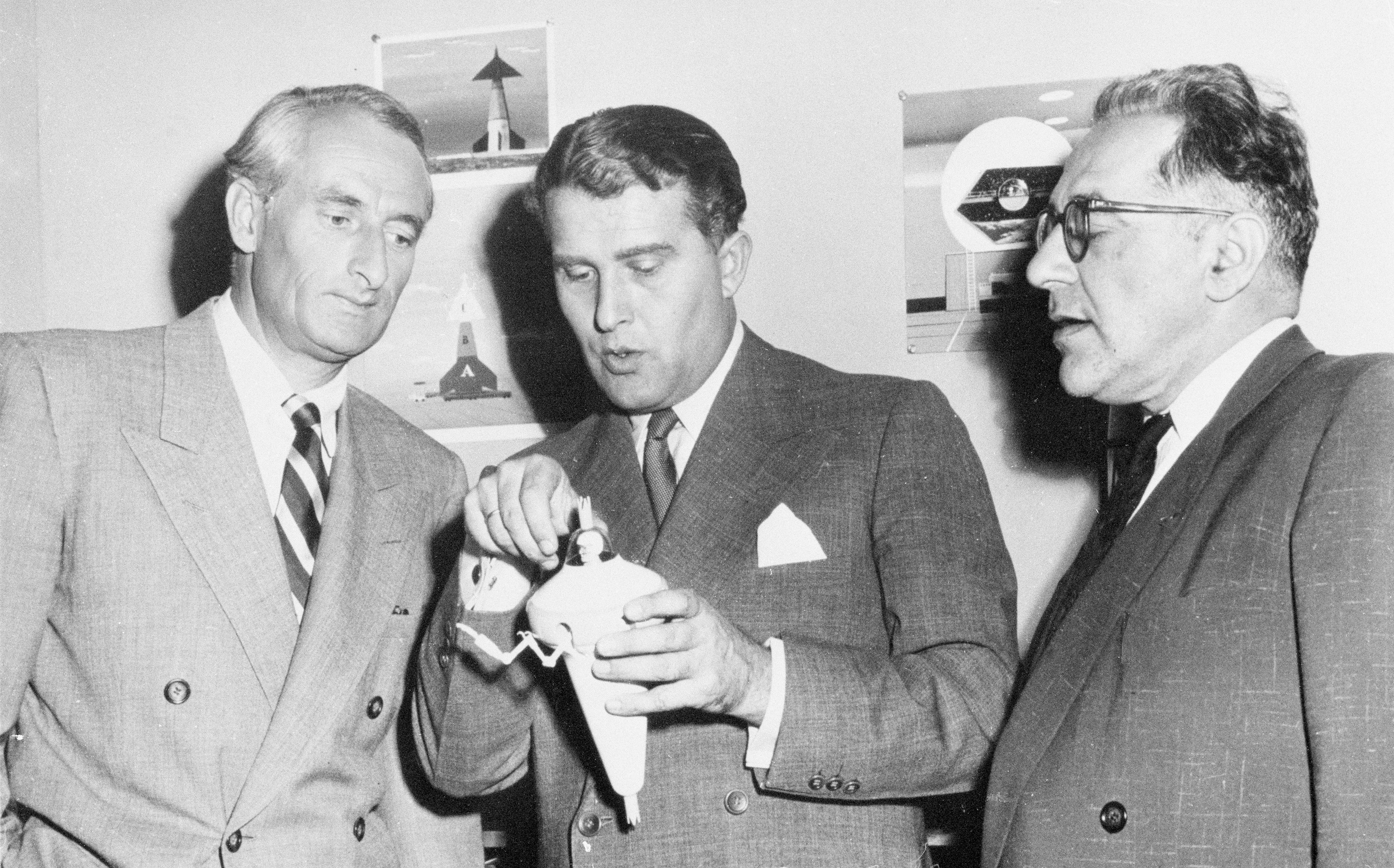
Popularizátor vědy Willy Ley s Wernherem von Braunem a fyzikem Heinzem Haberem

Jeden ze zdrojů důkazů pro existenci takové skupinky je článek německého popularizátora vědy Willyho Leye, který po nástupu nacismu emigroval do Velké Británie a později do Spojených států. Ley svůj článek publikoval v roce 1947 v americkém vědeckofantastickém magazínu Astounding Science Fiction. V tomto článku se pokouší vysvětlit, proč našel nacismus v Německu tak úrodnou půdu, a jeho rozmach připisuje velké popularitě iracionálních názorů v předválečném Německu. Popisuje různé pseudovědecké a esoterické směry a zejména upozorňuje na jednu skupinku, která se mu zdála obzvlášť podivná:

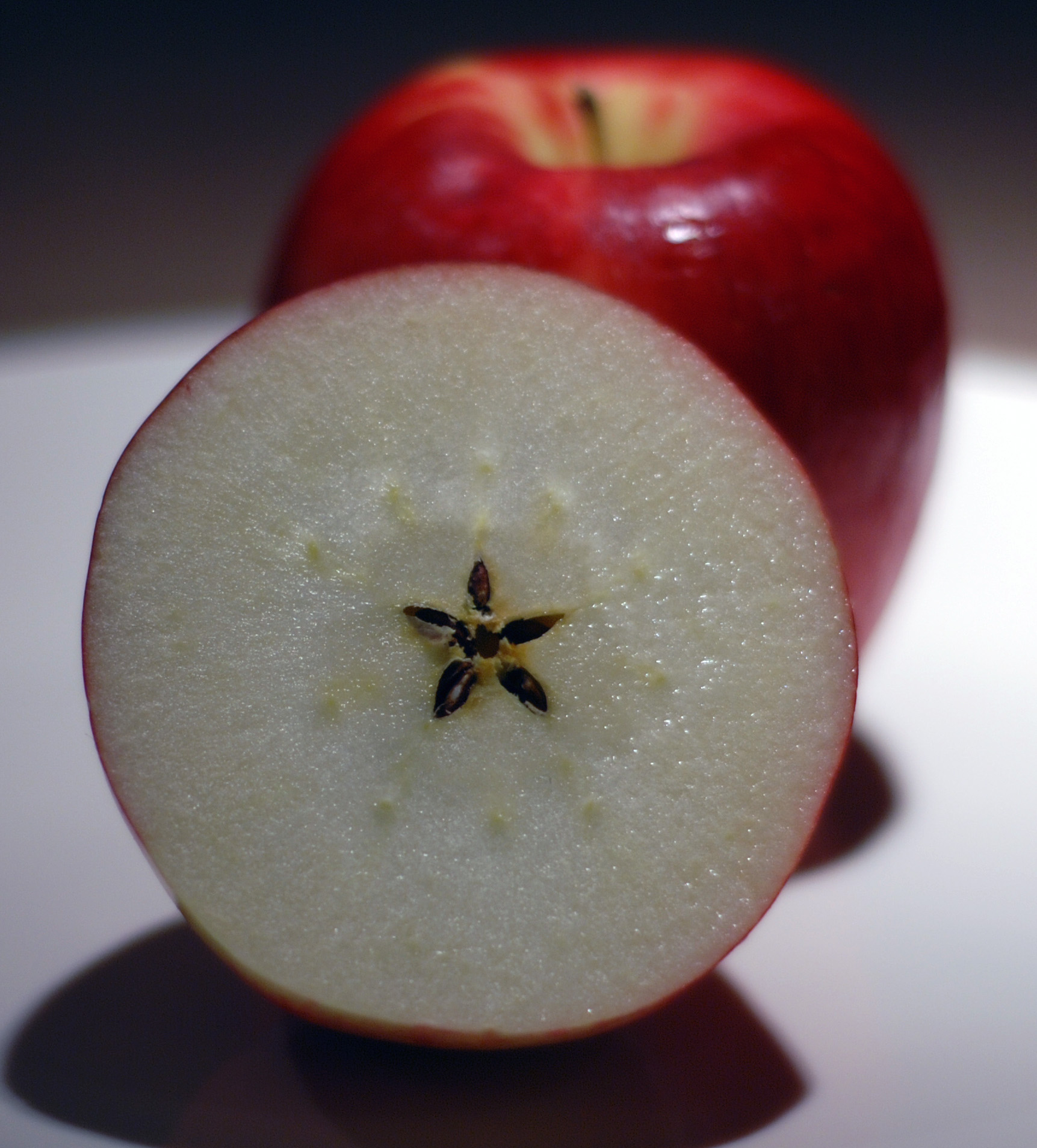
Podle Willyho Leye členové Společnosti pravdy objevili tajemství energie vril rozjímáním o struktuře napůl rozkrojeného jablka

| „ | Další skupina byla doslova založená na románu. Tato skupina, která se, myslím, jmenovala Společnost pravdy (Wahrheitsgesellschaft) a sídlila víceméně v Berlíně, se ve svém volném čase věnovala hledání vrilu. Ano, tyto názory byly založeny na Bulwer-Lyttonově Budoucím lidstvu. Věděli, že ta kniha je fikce: Bulwer-Lytton použil tento trik, aby mohl vypovědět pravdu o této „síle“. Lidstvo v podzemí byl nesmysl, ale vril ne. Možná právě on umožnil Britům, kteří jej střežili jako státní tajemství, vybudovat svou koloniální říši. Také Římané ho jistě měli uzavřený v malých kovových kuličkách, které přechovávali ve svých domech a nazývali je lary. Z důvodů, které mi nebyly zřejmé, bylo tajemství vrilu objeveno tak, že se ponořili do rozjímání o struktuře napůl rozkrojeného jablka. Nedělám si legraci, tohle mi bylo řečeno velmi slavnostně a v utajení. Taková skupina skutečně existovala, vydala dokonce první číslo časopisu, ve kterém zveřejnila své krédo. | “ |

#### Říšská pracovní skupina „Budoucí Německo“

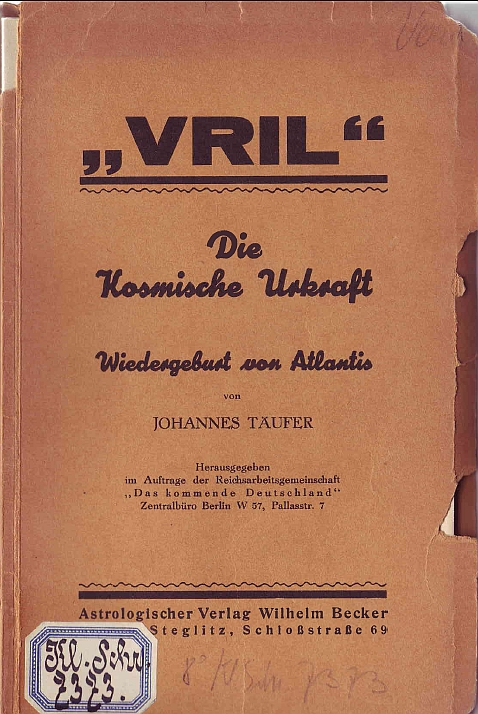
Brožura „Vril“. Die kosmische Urkraft, publikovaná pod jménem Johannes Täufer v roce 1930

V roce 1930 vydal okultní kroužek nazvaný Reichsarbeitsgemeinschaft ‚Das kommende Deutschland’ (Říšská pracovní skupina „Budoucí Německo“; zkratkou RAG) dvě malé brožurky nazvané Weltdynamismus (Světová dynamika) a „Vril“. Die kosmische Urkraft (Vril. Kosmická prasíla).
RAG v těchto textech tvrdila, že má rozvinutou technologii k využívání síly vril. Stavba a princip fungování zmíněného stroje i náčrt politického programu jsou téměř identické náčrtu perpetua mobile, údajně založeného na myšlenkách rakouského excentrického vynálezce Carla Schappellera, který v roce 1928 publikovali dva rakouští autoři. Plány zveřejněné RAG se lišily jen v detailech, celkově mělo jít o vylepšenou verzi Schappellerova stroje, který však není založen na (pseudo)fyzikálním, ale na okultním principu. V jednom z těchto textů je obrázek napůl rozkrojeného jablka jako model struktury Země a jejího spojení s „vesmírnou silou“ (Raumkraft). Tyto a další příspěvky zmíněných Schappellerových následovníků svědčí o tom, že publikace RAG jsou založeny na práci následovníků tohoto rakouského vynálezce.
Podle jiné publikace RAG, Zeitschrift für Weltdynamismus (Časopis pro světovou dynamiku), byla RAG založena v roce 1930 jistým Johannesem Täuferem, který je také podepsán pod brožurou „Vril“. Die kosmische Urkraft. Jméno je však evidentně pseudonym (Johannes der Täufer je německé označení pro biblickou postavu Jana Křtitele) a nic dalšího o něm není známo. Byla vyjádřena domněnka, že se za tímto jménem skrýval okultní nakladatel Otto Wilhelm Barth, který vydal další dvě publikace RAG. Dalším možným kandidátem byl Schappellerův stoupenec Fritz Klein.

#### Shrnutí stavu poznání
Porovnání Leyovy vzpomínky s texty RAG ukazuje, že Leyova „Společnost pravdy“ a RAG mohla být různá označení téže skupiny. Zdá se však, že na dobové okultní scéně měla jen krátkodobý a marginální význam. RAG není uvedena v oficiálních seznamech a v archivech nakladatelství Otto-Wilhelm-Barth-Verlag se nenacházejí zmínky o jejich dalších publikacích. Ani Zeitschrift für Weltdynamismus, ani zároveň publikovaný Archiv für Alchemistische Forschung neměly další vydání. Po roce 1930 nejsou žádné dokumenty dokazující existenci RAG nebo její vliv na jiné spolky. Tvrzení RAG o tom, že mají k dispozici technologii užívající vril, nedokazuje, že ji skutečně dokázaly užívat. Pro vznik legendy o Společnosti Vril po roce 1945 je ovšem irelevantní, zda Willy Ley měl skutečně na mysli RAG; jak je uvedeno níže, smyšlenky pozdějších autorů byly inspirovány Leyovými vzpomínkami. Tato skupina je nicméně hlavním prvkem v ospravedlnění legend o tajném působení Společnosti Vril v Německu mezi 20. a 40. lety 20. století.

### Zrod legendy
V době po druhé světové válce se objevilo množství konspiračně-teoretických a pseudohistorických interpretací Třetí říše, v nichž hrály ústřední roli okultní prvky. V tomto kontextu byl zmiňován jako důkaz také koncept vrilu a výše zmíněné souvislosti s okultními skupinami. Nejstarší zmínka o údajné tajné společnosti označované jako Vril-Gesellschaft pochází z roku 1960. Následně bylo toto téma znovu zpracováváno v konspiračně-teoretické a esoterické literatuře. Zatímco první varianty legendy stále odmítaly nacismus, některé novější interpretace přímo nebo nepřímo usilují o reinterpretaci Třetí říše v pozitivním světle.

#### Louis Pauwels a Jacques Bergier
První zmínka o existenci Vril-Gesellschaft se nachází v knize Jitro kouzelníků (Le Matin des magiciens, 1960, česky 1963) francouzských autorů Louise Pauwelse a Jacquese Bergiera, kde hájí tezi, že nacistické vedení usilovalo o spojení s nadpřirozenými mocnostmi. Hlavní roli v těchto snahách hrála tajná okultní společnost. Autoři s odvoláním na Leye a neupřesněný vlastní výzkum tvrdí, že tato společnost se nazývala Společnost Vril (Vril-Gesellschaft) nebo Lóže bratří světla a měla úzké kontakty na Teosofickou společnost a rosekruciány, zvláště na okultistickou Společnost Thule.

#### Kritika
Leyem zmíněná sekta se Společnosti Vril, o níž hovoří autoři Jitra kouzelníků, podobá jen povrchně. Autoři pro své dalekosáhlé spekulace ani pro jméno této skupiny neuvádějí žádné důkazy. Jejich tvrzení tedy musejí být považována za fikci. Historický výzkum mimoto došel k závěru, že okultní skupiny, které v té době existovaly (například reálně existující Společnost Thule) neměly na NSDAP a Adolfa Hitlera zásadní vliv. Lze dokázat spojení mezi okultními idejemi a světonázorem jednotlivých nacistů, především Heinricha Himmlera, ta však nepodporují tezi, že okultní kruhy měly zásadní a systematický vliv na Hitlera nebo celé nacistické vedení.
Jitro kouzelníků inspirovalo ke spekulacím o údajné roli Společnosti Vril také další autory, např. Jamese Herberta Brennana nebo Trevora Ravenscrofta (Kopí osudu, česky 2003). Tito autoři hovoří také o úzkých vztazích mezi Společností Thule, Společností Vril a nacistickým vedením, jejich tvrzení se však zakládají na pouhé spekulaci a pseudofaktech.

#### Norbert Jürgen-Ratthofer / Ralf Ettl a Jan Udo Holey

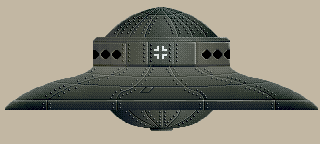
Umělecká představa vzhledu Haunebu

Dalšího vývoje se legenda dočkala v 90. letech. Norbert Jürgen-Ratthofer a Ralf Ettl ji ve své práci Das Vril-Projekt (Projekt Vril) z roku 1992 spojili se starším mýtem o nacistických UFO. Podle nich se Společnost Vril vyvinula ze Společnosti Thule a věnovala se esoterickým studiím. Počátkem 20. let vstoupili do telepatického kontaktu s obyvateli planet systému hvězdy Aldebaran a s vnitřním kruhem SS. Od obyvatelů aldebaranské soustavy přijali také plány na výrobu létajícího stroje. V roce 1922 se Společnost Vril údajně na základě těchto informací pokusila o stavbu létajícího stroje ve tvaru talíře, tzv. Jenseitsflugmaschine. Po několika mezistupních, do nichž se zapojil i rakouský vynálezce Viktor Schauberger, to údajně vedlo ke konstrukci inovované verze (tzv. V7) létajícího stroje, pomocí níž členové společnosti v roce 1945 odletěli k Aldebaranu. Mimoto byl údajně vyvinut i další létající stroj talířovitého tvaru (nazývaný Vril nebo Haunebu), pomocí kterého členové Společnosti Vril a SS v roce 1945 odletěli do Nového Švábska.
Jürgen-Ratthofer a Ettl byli členy tzv. Tempelhofgesellschaft (Společnosti chrámového dvora), která byla aktivní v 80. letech 20. století pod egidou svého velekomtura (Großkomtur) Hanse-Güntera Fröhlicha. Tempelhofgesellschaft vydala několik drobných publikací a pořádala pravidelná setkání, která prokazují její propojení s německojazyčnou sítí pravicových extremistů. První rozsáhlejší publikace Tempelhofgesellschaft byla vydána v roce 1987 pod názvem Einblick in die magische Weltsicht und die magischen Prozesse (Nahlédnutí do magického pohledu na svět a magických procesů). Úryvky z této publikace a z článků v pravicověextremistickém časopise CODE dokazují, že členové Tempelhofgesellschaft byli v kontaktu s kroužkem kolem Wilhelma Landiga (1909-1997), bývalého člena SS a autora knih o esoterickém nacismu, který se zabýval především sumersko-babylónským původem Němců a konceptem Černého slunce.
Text Das Vril-Projekt, který vydala Tempelhofgesellschaft, byl zpočátku málo znám; většímu okruhu čtenářů se dostala teprve poté, co je zpracoval známý záhadolog Jan Udo Holey, píšící také pod pseudonymem Jan van Helsing, který je také někdy řazen k esoterickému nacismu, ve své knize Geheimgesellschaften und ihre Macht im 20. Jahrhundert (Tajné společnosti a jejich moc ve 20. století) z roku 1993. Van Helsing tuto myšlenku rozvinul ve své knize Unternehmen Aldebaran (Akce Aldebaran, 1997), kde doplnil další údajné souvislosti s nacistickými UFO a tajnými základnami na Antarktidě.
Další variace této legendy se objevují v novějších publikacích dalších autorů.

Další variace legendy se soustřeďují na roli ženy, kterou poprvé zmiňují Jürgen-Ratthofer a Ettl a později Holey: média jménem Maria Oršić (v textech se vyskytují různé varianty jména, např. Ortic, Otschitsch, Orsitsch apod.). Podle Jürgen-Ratthofera a Ettla pocházela ze Záhřebu, podílela se na založení Společnosti Vril a na navázání kontaktu s obyvateli planet obklopujících Aldebaran.
V pozdějším textu, anonymně šířeném na internetu, se Maria Oršić stává hlavní postavou: Maria Oršić podle něj pocházela z Vídně, v roce 1919 nebo 1921 v Mnichově údajně založila Všeněmeckou společnost pro metafyziku (Alldeutsche Gesellschaft für Metaphysik), která byla spojená se Společností Vril. Podle tohoto textu původně s energií vril pracovaly pouze ženské členky Společnosti, které byly napojeny na sílu Vril. V souvislosti s těmito „vibračněmagickými“ (schwingungsmagischen) energiemi hrálo významnou roli nošení dlouhých vlasů, což bylo v rozporu s módou 20. let, která preferovala u žen vlasy krátké. Tyto energie sloužily také k pohonu létajících strojů, tzv. Jenseitsflugmaschinen, do jejichž konstrukce se zapojovaly. Podle tohoto textu se následně ze Všeněmecké společnosti pro metafyziku vyvinuly „Dílny pohonné technologie“ (Antriebstechnischen Werkstätten), v níž se vědci a technici včetně jistého mnichovského profesora jménem W. O. Schumann zapojili do vývoje létajících strojů a dalších vojenských záměrů říše.
Po rozpuštění Tempelhofgesellschaft Ralf Ettle založil Freundeskreis Causa Nostra (Přátelský kruh Naše věc), který pokračuje v šíření podobných teorií. Causa Nostra udržuje spojení se švýcarským nakladatelstvím Unitall-Verlag, který publikuje myšlenky Tempelhofgesellschaft ve formě románů i literatury faktu.

#### Kritika
Mýtus o nacistických UFO se zrodil nezávisle na zmíněných autorech a je v podstatě utvářen díly Miguela Serrana, Ernsta Zündela a zmíněného Wilhelma Landiga. Obrázky německých létajících talířů, které jsou dnes rozšířeny, jsou především založeny na kresbách, které distribuovala Ettlova společnost Abraxas Videofilm Produktionsgesellschaft mbH v 80. letech a které se poprvé objevily v publikacích D. H. Haarmanna a O. Bergmanna.
Ověřitelné zdroje pro popisovaný scénář neexistují; knihy obsahují pouze několik ilustrací pochybného původu. Existence zmíněných skupin ani osob není spolehlivě doložena. Autoři se odvolávají na informace od médií nebo od anonymních informátorů, které nelze nijak ověřit. Tyto teze jsou pozitivně přijímány především v kruzích esoterického neonacismu. Pro tento trend je charakteristické, že se Třetí říše reinterpretuje pozitivně z hlediska esoterického světonázoru. Obrazy pocházející z těchto kruhů, například symbol černého slunce, se rozšířily do populární kultury, např. v sérii počítačových her Wolfenstein.
Žádné seriózní zdroje neexistují ani o životě a působení Marie Oršić a členech společnosti, kterou údajně vedla. Po Holeyových zmínkách o ní se však objevilo mnoho novopohanských, částečně také neonacistických publikací, tajných řádů a dokonce i román, které jsou věnovány jejímu životu a působení a považují je za historické.
Především díky publikaci Petera Bahna a Heinera Gehringa Der Vril-Mythos (1997), jejíž autoři se snaží s odvoláním na historickou tradici těchto představ podpořit koncept praenergie, která je základem všech ostatních forem energie, je o téma vrilu a Společnosti Vril zájem také v kruzích, které věří v existenci takzvané „volné energie“. Pojem vril je však také užíván představiteli esoterického nacismu, kteří usilují o pozitivní reinterpretaci Třetí říše. Odkazy na Bahnovu a Gehringovu se objevují například v publikacích Sonnenwacht-Verein, který podle svých kritiků „používá novopohanskou esoteriku jako zástěrku pro pravicový extremismus“.

#### Vědecká analýza legendy
- Nicholas Goodrick-Clarke: Black Sun: Aryan Cults, Esoteric Nazism and the Politics of Identity. New York UP, New York 2002, ISBN 0-8147-3124-4.
- Nicholas Goodrick-Clarke: Die okkulten Wurzeln des Nationalsozialismus. Wiesbaden: Marix-Verlag, Wiesbaden 2004, ISBN 3-937715-48-7
- Ingolf Christiansen, Rainer Fromm, Hartmut Zinser: Brennpunkt Esoterik: Okkultismus, Satanismus, Rechtsradikalismus. 3. Auflage. Behörde für Inneres, Landesjugendbehörde, Hamburg 2006
- Stefan Meining: Rechte Esoterik in Deutschland. Ideenkonstrukte, Schnittstellen und Gefahrenpotentiale. Vortrag, gehalten am 3.9.2002 auf dem Symposium „Politischer Extremismus als Bedrohung der Freiheit - Rechtsextremismus und Islamismus in Deutschland und Thüringen“.
- Matthias Pöhlmann: Neues Denken auf alten Wegen? Braune Esoterik zwischen Weltverschwörungstheorien und Neuheidentum. Vortrag, gehalten am 7.5.2002 auf der Tagung „Neuheidentum. Zurück zu einem neuen Anfang“ der Evangelischen Zentralstelle für Weltanschauungsfragen, Berlin.
- Julian Strube: Die Erfindung des esoterischen Nationalsozialismus im Zeichen der Schwarzen Sonne. In: Zeitschrift für Religionswissenschaft, 20/2, 2012, S. 223–268.
- Julian Strube: Vril. Eine okkulte Urkraft in Theosophie und esoterischem Neonazismus. Wilhelm Fink Verlag, München/Paderborn 2013, ISBN 978-3-7705-5515-4.
- Peter Töpfer: Exzeß der Ideengeschichte. In: Sleipnir. Zeitschrift für Kultur, Geschichte und Politik Heft 6, 1998. (Zeitschriftendatenbank der Deutschen Nationalbibliothek, ID: 1224630-x)

#### Texty, které legendu zpracovávají
- Peter Bahn, Heiner Gehring: Der Vril-Mythos. Omega Verlag, Düsseldorf 1997, ISBN 3-930243-03-2
- Jan van Helsing: Geheimgesellschaften und ihre Macht im 20. Jahrhundert oder wie man die Welt nicht regiert: Ein Wegweiser durch die Verstrickungen von Logentum mit Hochfinanz und Politik; Trilaterale Kommission, Bilderberger, CFR, UNO. Ewert, Rhede (Ems) 1993, ISBN 3-89478-069-X
- Jan van Helsing: Unternehmen Aldebaran. Kontakte mit Menschen aus einem anderen Sonnensystem. Ewertverlag, Lathen (Ems) 1997, ISBN 3-89478-220-X